# Marcelo Gil Fernando
Marcelo Gil Fernando, meglio noto come Marcelinho (Osasco, 28 marzo 1990), è un calciatore brasiliano, attaccante del Rio Branco-SP.

## Carriera
Ha giocato nella seconda divisione brasiliana e nella prima divisione dei campionati brasiliano ed ucraino.

## Statistiche

### Presenze e reti nei club
Statistiche aggiornate al 6 ottobre 2021.
| Stagione              | Squadra               | Campionato            | Campionato | Campionato | Coppe nazionali | Coppe nazionali | Coppe nazionali | Coppe continentali | Coppe continentali | Coppe continentali | Altre coppe | Altre coppe | Altre coppe | Totale | Totale |
| Stagione              | Squadra               | Comp                  | Pres       | Reti       | Comp            | Pres            | Reti            | Comp               | Pres               | Reti               | Comp        | Pres        | Reti        | Pres   | Reti   |
| --------------------- | --------------------- | --------------------- | ---------- | ---------- | --------------- | --------------- | --------------- | ------------------ | ------------------ | ------------------ | ----------- | ----------- | ----------- | ------ | ------ |
| 2009                  | Corinthians           | A1/SP+A               | 2+10       | 0          |                 | -               | -               |                    | -                  | -                  |             | -           | -           | 12     | 0      |
| 2010                  | Monte Azul            | A1/SP                 | 12         | 2          |                 | -               | -               |                    | -                  | -                  |             | -           | -           | 12     | 2      |
| 2010                  | Ponte Preta           | B                     | 11         | 1          |                 | -               | -               |                    | -                  | -                  |             | -           | -           | 11     | 1      |
| 2011                  | Mirassol              | A1/SP                 | 18         | 2          |                 | -               | -               |                    | -                  | -                  |             | -           | -           | 18     | 2      |
| 2011                  | Grêmio Barueri        | B                     | 33         | 8          |                 | -               | -               |                    | -                  | -                  |             | -           | -           | 33     | 8      |
| 2012                  | Grêmio Barueri        | A2/SP+B               | 19+28      | 4+2        |                 | -               | -               |                    | -                  | -                  |             | -           | -           | 47     | 6      |
| Totale Grêmio Barueri | Totale Grêmio Barueri | Totale Grêmio Barueri | 80         | 14         |                 | -               | -               |                    | -                  | -                  |             | -           | -           | 80     | 14     |
| feb.-mag. 2013        | Karpaty               | PL                    | 11         | 0          | CU              | 1               | 0               |                    | -                  | -                  |             | -           | -           | 12     | 0      |
| 2013-gen. 2014        | Karpaty               | PL                    | 3          | 0          | CU              | 1               | 0               |                    | -                  | -                  |             | -           | -           | 4      | 0      |
| Totale Karpaty        | Totale Karpaty        | Totale Karpaty        | 14         | 0          |                 | 2               | 0               |                    | -                  | -                  |             | -           | -           | 16     | 0      |
| 2014                  | Ituano                | A1/SP+D               | 13+8       | 1+3        |                 | -               | -               |                    | -                  | -                  |             | -           | -           | 21     | 4      |
| 2015                  | Oeste                 | B                     | 6          | 0          |                 | -               | -               |                    | -                  | -                  |             | -           | -           | 6      | 0      |
| 2016                  | Ituano                | A1/SP+D               | 12+4       | 5+0        |                 | -               | -               |                    | -                  | -                  |             | -           | -           | 16     | 5      |
| 2016                  | Paraná                | B                     | 10         | 0          | CB              | 1               | 0               |                    | -                  | -                  |             | -           | -           | 11     | 0      |
| 2017                  | Ituano                | A1/SP+D               | 9+1        | 1+0        |                 | -               | -               |                    | -                  | -                  |             | -           | -           | 10     | 1      |
| 2017                  | Vila Nova             | B                     | 5          | 0          |                 | -               | -               |                    | -                  | -                  |             | -           | -           | 5      | 0      |
| 2018                  | Ituano                | A1/SP                 | 10         | 1          |                 | -               | -               |                    | -                  | -                  |             | -           | -           | 10     | 1      |
| 2018                  | São Bento             | B                     | 5          | 0          |                 | -               | -               |                    | -                  | -                  |             | -           | -           | 5      | 0      |
| 2019                  | Ituano                | A1/SP+D               | 7+7        | 0          |                 | -               | -               |                    | -                  | -                  |             | -           | -           | 14     | 0      |
| 2020                  | XV de Piracicaba      | A2/SP                 | 16         | 1          | CB              | 2               | 0               |                    | -                  | -                  |             | -           | -           | 18     | 1      |
| 2021                  | Taubaté               | A2/SP                 | 8          | 0          |                 | -               | -               |                    | -                  | -                  |             | -           | -           | 8      | 0      |
| Totale carriera       | Totale carriera       | Totale carriera       | 267        | 31         |                 | 5               | 0               |                    | -                  | -                  |             | -           | -           | 272    | 31     |

## Palmarès

### Club

#### Competizioni statali
- Campionato paulista: 2

Corinthians: 2009
Ituano: 2014

#### Competizioni nazionali
- Coppa del Brasile: 1

Corinthians: 2009